# La Chapelle-d'Aligné
La Chapelle-d'Aligné és un municipi francès situat al departament del Sarthe i a la regió de País del Loira. L'any 2007 tenia 1.401 habitants.

## Demografia

### Població
El 2007 la població de fet de La Chapelle-d'Aligné era de 1.401 persones. Hi havia 542 famílies de les quals 125 eren unipersonals (70 homes vivint sols i 55 dones vivint soles), 177 parelles sense fills, 218 parelles amb fills i 22 famílies monoparentals amb fills.
La població ha evolucionat segons el següent gràfic:
Habitants censats

### Habitatges
El 2007 hi havia 640 habitatges, 555 eren l'habitatge principal de la família, 27 eren segones residències i 59 estaven desocupats. 611 eren cases i 26 eren apartaments. Dels 555 habitatges principals, 386 estaven ocupats pels seus propietaris, 165 estaven llogats i ocupats pels llogaters i 4 estaven cedits a títol gratuït; 2 tenien una cambra, 35 en tenien dues, 78 en tenien tres, 172 en tenien quatre i 269 en tenien cinc o més. 411 habitatges disposaven pel capbaix d'una plaça de pàrquing. A 207 habitatges hi havia un automòbil i a 311 n'hi havia dos o més.

### Piràmide de població
La piràmide de població per edats i sexe el 2009 era:
| Homes | Edats   | Dones |
| ----- | ------- | ----- |
| 0     | 95 o +  | 0     |
| 0     | 90 a 94 | 0     |
| 8     | 85 a 89 | 8     |
| 12    | 80 a 84 | 12    |
| 24    | 75 a 79 | 32    |
| 32    | 70 a 74 | 20    |
| 8     | 65 a 69 | 20    |
| 36    | 60 a 64 | 16    |
| 12    | 55 a 59 | 32    |
| 44    | 50 a 54 | 20    |
| 36    | 45 a 49 | 40    |
| 48    | 40 a 44 | 28    |
| 40    | 35 a 39 | 48    |
| 56    | 30 a 34 | 40    |
| 44    | 25 a 29 | 40    |
| 40    | 20 a 24 | 44    |
| 56    | 15 a 19 | 28    |
| 28    | 10 a 14 | 28    |
| 36    | 5 a 9   | 48    |
| 40    | 0 a 4   | 40    |

## Economia
El 2007 la població en edat de treballar era de 903 persones, 744 eren actives i 159 eren inactives. De les 744 persones actives 676 estaven ocupades (370 homes i 306 dones) i 68 estaven aturades (31 homes i 37 dones). De les 159 persones inactives 78 estaven jubilades, 50 estaven estudiant i 31 estaven classificades com a «altres inactius».

### Ingressos
El 2009 a La Chapelle-d'Aligné hi havia 594 unitats fiscals que integraven 1.544 persones, la mediana anual d'ingressos fiscals per persona era de 16.443 €.

### Activitats econòmiques
Dels 45 establiments que hi havia el 2007, 1 era d'una empresa alimentària, 1 d'una empresa de fabricació de material elèctric, 8 d'empreses de construcció, 12 d'empreses de comerç i reparació d'automòbils, 2 d'empreses de transport, 3 d'empreses d'hostatgeria i restauració, 1 d'una empresa financera, 3 d'empreses immobiliàries, 6 d'empreses de serveis, 3 d'entitats de l'administració pública i 5 d'empreses classificades com a «altres activitats de serveis».
Dels 12 establiments de servei als particulars que hi havia el 2009, 1 era una oficina bancària, 2 tallers de reparació d'automòbils i de material agrícola, 3 paletes, 1 guixaire pintor, 2 fusteries, 1 lampisteria, 1 perruqueria i 1 restaurant.
Dels 4 establiments comercials que hi havia el 2009, 1 era una botiga de menys de 120 m², 1 una fleca, 1 una carnisseria i 1 una llibreria.
L'any 2000 a La Chapelle-d'Aligné hi havia 51 explotacions agrícoles que ocupaven un total de 1.072 hectàrees.

## Equipaments sanitaris i escolars
L'únic equipament sanitari que hi havia el 2009 era una farmàcia.
El 2009 hi havia una escola elemental.

## Poblacions més properes
El següent diagrama mostra les poblacions més properes.